# Days Gone
Days Gone és un videojoc d'acció i aventura de la tipologia "survival horror" per a la vida desenvolupat per SIE Bend Studio i publicat per Sony Interactive Entertainment per a PlayStation 4.
Ambientat a un Oregon post-apocalíptic dos anys després de l'inici d'una pandèmia mundial, un antic rodamón il·legal anomenat Deacon St. John (Samuel Witwer) descobreix la possibilitat que la seva dona Sarah encara estigués viva, cosa que el porta a en Deacon a la recerca de la seva muller. Days Gone es juga des d'una perspectiva en tercera persona, en la qual el jugador pot explorar un entorn del món obert. Els jugadors poden utilitzar armes de foc, armes cos a cos i armes improvisades i poden utilitzar el sigil per defensar-se dels humans hostils i de les criatures caníbals conegudes com a Freakers. Una de les principals mecàniques de joc és la motocicleta d'en Deacon, que s'utilitza com a principal medi de transport del personatge del jugador i com a inventari mòbil.
Originalment previst per al llançament del 2018, Days Gone es va retardar diverses vegades i finalment, el joc es va publicar el 26 d'abril de 2019. Al llançar-lo, va rebre crítiques diverses de crítics, que van lloar el món obert, la jugabilitat i el rendiment de Sam Witwer com a Deacon, tot i que es va criticar la història i la manca de desenvolupament del personatge.